# Miasteczko South Park (film)
Miasteczko South Park (ang. South Park: Bigger, Longer & Uncut) – amerykański film animowany dla dorosłych z 1999 roku, zrealizowany na podstawie serialu pod tym samym tytułem. Wyreżyserowany przez współtwórcę serialu, Treya Parkera, według scenariusza napisanego przez niego, Matta Stone’a i Pam Brady. Głosów postaciom użyczyli Parker, Stone, Mary Kay Bergman i Isaac Hayes, powtarzając swoje role z serialu, gościnnie zaś wystąpili George Clooney, Eric Idle i Mike Judge.
Stan, Kyle, Cartman i Kenny zakradają się do kina, żeby obejrzeć kanadyjski film dla dorosłych z Terrance’em i Phillipem, po którym zaczynają przeklinać. Moralna panika wywołana filmem sprawia, że Stany Zjednoczone wypowiadają wojnę Kanadzie, chłopcy zaś starają się nie dopuścić do egzekucji swoich idoli. W międzyczasie Kenny próbuje zapobiec spełnieniu się przepowiedni, wedle której Szatan i Saddam Husajn przejmą władzę nad światem.
Fabuła filmu koncentruje się przede wszystkim na motywach cenzury i szukania kozłów ofiarnych, parodiując jednak i wyszydzając animowane filmy z epoki renesansu Disneya, musicale, jak Les Misérables, i kontrowersje wokół serialu. Stanowi on również mocną satyrę na Motion Picture Association of America, z którą twórcy ścierali się podczas produkcji, a która to wielokrotnie przyznawała filmowi kategorię wiekową NC-17 ze względu na wulgarne słownictwo. Teksty piosenek zostały napisane przez Parkera i Marca Shaimana, który skomponował także muzykę.
Światowa premiera filmu odbyła się 23 czerwca 1999 w Grauman’s Chinese Theatre, w tym samym tygodniu trafił on do kin w Ameryce Północnej, gdzie dystrybuowany był przez Paramount Pictures. Na rynkach międzynarodowych za dystrybucję odpowiadało Warner Bros. Pictures. Film spotkał się z pozytywnym odbiorem ze strony krytyków, chwalących przede wszystkim fabułę, ścieżkę dźwiękową i humor. Przy budżecie wynoszącym 21 mln dolarów, Miasteczko South Park zarobiło na całym świecie 83,1 mln, do 2016 roku będąc najlepiej zarabiającym filmem animowanym z kategorią wiekową R. Piosenka „Wiń Kanadę” nominowana była do Oscara, przegrała jednak na rzecz „W mym sercu twój dom” Phila Collinsa do Tarzana.

## Fabuła
Stan Marsh, Kyle Broflovski i jego adoptowany brat Ike, Eric Cartman i Kenny McCormick postanawiają obejrzeć film nowy film Terrance’a i Phillipa, Płonące dupy. Kiedy bileter odmawia im sprzedaży biletów ze względu na kategorię wiekową R, chłopcy przekupują bezdomnego, żeby podał się za ich opiekuna. Po obejrzeniu filmu zaczynają bezustannie przeklinać, imponując innym dzieciom, które również postanawiają go obejrzeć. Wyjątkiem jest Wendy Testaburger, która zaprzyjaźnia się z Gregorym, nowym uczniem z wymiany.
Kiedy rodzice dowiadują się, jaki wpływ film ma na dzieci, zabraniają im go oglądać, jednak bezskutecznie. Cartman zakłada się z Kennym, że niemożliwe jest podpalenie własnych gazów. Próbując odtworzyć scenę widzianą w filmie, Kenny zajmuje się ogniem i zostaje przewieziony do szpitala, gdzie umiera wskutek przeszczepienia mu ziemniaka zamiast serca. Po śmierci trafia do piekła, spotykając tam Szatana i jego manipulującego partnera życiowego, Saddama Husajna. Sheila Broflovski wraz z innymi rodzicami zakłada ruch Matki przeciwko Kanadzie, którego działalność prowadzi do aresztowania Terrance’a i Phillipa jako zbrodniarzy wojennych. Kiedy Stany Zjednoczone odmawiają wypuszczenia ich, Kanada w odwecie zabija w ataku bombowym braci Baldwinów. USA wypowiadają Kanadzie wojnę i rozpoczynają przygotowania do wielkiego show, podczas którego na jeńcach zostanie wykonana egzekucja. Cartmanowi wszczepiony zostaje chip, który razi go prądem, ilekroć przeklnie.
Szatan przepowiada, że rozpoczęta wojna jest znakiem apokalipsy, a kiedy Terrance i Phillip zginą, on będzie mógł zawładnąć światem. Kenny próbuje przekonać Szatana, żeby zerwał z Saddamem, ale kiedy mu się to nie udaje, nawiedza Cartmana jako duch, żeby go ostrzec. Stan, Kyle, Cartman i inne dzieci z ich szkoły – nie mogąc przemówić rodzicom do rozsądku – formują ruch oporu, żeby uratować Terrance’a i Phillipa. Za namową Gregory’ego zwracają się o pomoc do Cristophe’a. Kiedy Kanadyjczycy zaczynają być zsyłani do obozów internowania, Kyle ukrywa Ike’a na strychu swojego domu. Chłopcy dostają się za kulisy show, jednak Cartmanowi ponownie objawia się duch Kenny’ego, przez co porzuca swoją pozycję, co prowadzi do śmierci Cristophe’a.
Pozostali chłopcy próbują ostrzec matki przed przepowiednią Szatana, te jednak ignorują ich. Egzekucja zostaje przerwana przez niespodziewany atak kanadyjskiej armii. W wynikłej zawierusze Cartmanowi udaje się uwolnić Terrance’a i Phillipa, jednak jego chip zostaje uszkodzony i zaczyna szwankować. Wszyscy członkowie MpK poza Sheilą – przerażeni tym, do czego doprowadzili – porzucają sprawę. Dzieci tworzą ludzką tarczę, chroniąc komików, podczas gdy Kyle próbuje przemówić Sheili do rozsądku, oskarżając ją o szukanie kozłów ofiarnych, żeby wybielić swoje błędy. Kiedy żołnierze zaczynają się wycofywać, Sheila sięga po pistolet i zabija Terrance’a i Phillipa, wypełniając przepowiednię. Husajn zaczyna uzurpować sobie prawo do bycia władcą piekieł, domagając się, żeby wszyscy zaczęli oddawać mu pokłony. Kiedy obraża Cartmana, chłopiec odkrywa, że szwankujący chip wydziela wiązki energii. Zaczyna puszczać wiązanki przekleństw, osłabiając Husajna, który obraża Szatana. Ten ostatecznie przeciwstawia się mu i wrzuca go z powrotem do piekła, gdzie Husajn ginie nadziany na stalagmit.
Szatan, wdzięczny Kenny’emu za pomoc, obiecuje spełnić jedno jego życzenie. Chłopiec prosi, żeby wszystko wróciło do stanu sprzed wojny. Zniszczenia dokonane w South Parku zostają naprawione, a Terrance i Phillip wracają do życia. Amerykanie i Kanadyjczycy zawierają pokój, a Sheila godzi się z Kyle’em. Kenny’emu – w nagrodę za poświęcenie, jakiego dokonał – zostaje przyznany wstęp do nieba.

## Obsada

Sylwetki głównych bohaterów (od lewej do prawej): Kenny McCormick, Stan Marsh, Kyle Broflovsk i Eric Cartman.

- Trey Parker jako Stan Marsh / Eric Cartman / Gregory / Szatan / Herbert Garrison / Pan Cylinder / Phillip Niles Argyle / Randy Marsh / Clyde Donovan / dziennikarz Tom / Karzeł w Bikini / Bill Clinton / ambasador Kanady / bombardierzy / pan Mackey / generał / Ned Gerblansky / Christophe / Wielki Gej Al (śpiew) / Adolf Hitler / dodatkowe głosy
- Matt Stone jako Kyle Broflovski / Kenny McCormick / Saddam Husajn[1] (w napisach końcowych: „jako on sam”) / Terrance Henry Stoot / Wielki Gej Al / bileter / Stuart McCormick / Jimbo Kearn / Gerald Broflovski / Butters Stotch / ambasador USA / dodatkowe głosy
- Mary Kay Bergman jako Liane Cartman / Sheila Broflovski / Sharon Marsh / Carol McCormick / Wendy Testaburger / łechtaczka / dodatkowe głosy
- Isaac Hayes jako Jerome „Szef” McElroy
- Jesse Howell, Anthony Cross-Thomas i Franchesca Clifford jako Ike Broflovski
- Bruce Howell, Deb Adair jako para oglądająca Płonące dupy
- Jennifer Howell jako Bebe Stevens
- George Clooney jako doktor Gouache (w napisach końcowych: „Dr Doktor”)
- Brent Spiner jako Conan O’Brien
- Minnie Driver jako Brooke Shields
- Dave Foley jako Alec Baldwin / Daniel Baldwin / William Baldwin / Stephen Baldwin
- Eric Idle jako doktor Vosknocker
- Nick Rhodes jako kanadyjski pilot
- Toddy E. Walters jako Winona Ryder
- Stewart Copeland, Stanley G. Sawicki jako amerykańscy żołnierze
- Mike Judge jako Kenny McCormick bez kaptura
- Howard McGillin jako Gregory (śpiew; niewymieniony w napisach)

## Produkcja

### Przedprodukcja
Pierwsza faza prac nad filmem rozpoczęła się w styczniu 1998 roku, w trakcie przerwy pomiędzy emisją kolejnych odcinków pierwszej serii. W kwietniu Parker i Stone podpisali z Comedy Central umowę, na mocy której serial został przedłużony do 1999, oni zaś otrzymali nieokreślony czas na stworzenie bazującego na nim filmu. Jednym z warunków postawionych przez Parkera i Stone’a była klasyfikacja wiekowa nie niższa niż R, co miało zapewnić, że film zachowa humor właściwy dla serialu. Parker stwierdził, że ich celem było podejście do filmu z bardziej twórczej perspektywy, nie chcieli bowiem tworzyć tylko odcinka o długości filmu pełnometrażowego. Pomimo rzekomych nacisków ze strony producentów Paramount Pictures, mających domagać się stonowania filmu, ostatecznie zgodzili się oni na żądania Parkera i Stone’a. Według Tony’ego Foksa, rzecznika Comedy Central, twórcy „na poważnie chcieli zrobić coś więcej niż odcinek serialu” i „walczyli naprawdę mocno o film z kategorią R”. Przedstawiciele Paramountu w pewnym momencie przedstawili twórcom wykresy pokazujące, ile może zarobić film, jeżeli otrzyma kategorię PG-13. William Morris Agency reprezentująca Parkera i Stone’a naciskała, żeby produkcja rozpoczęła się jak najszybciej, póki serial jest na fali, zamiast czekać kilka lat, jak w przypadku Beavis i Butt-head zaliczają Amerykę (1996).

### Casting
Podobnie jak w serialu, większość postaci dubbingowana była przez Parkera, Stone’a i Mary Kay Bergman. Swoją rolę Szefa powtórzył Isaac Hayes, jako głos Ike’a Broflovskiego wykorzystano próbki dźwiękowe dzieci pracowników studia, Jesse Howell, Anthony’ego Crossa-Thomasa i Francheski Clifford. Postaciom drugoplanowym głosów gościnnie użyczyli George Clooney (doktor Gouache), Brent Spiner (Conan O’Brien), Minnie Driver (Brooke Shields), Eric Idle (doktor Vosnocker) i Dave Foley (bracia Alec, Billy, Daniel i Stephen Baldwinowie).
Michael McDonald, wykonujący towarzyszący napisom końcowym utwór „Eyes of a Child”, śpiewał również wysokie tony Stana w „Hen tam”, z kolei Howard McGillin śpiewał jako Gregory w „La Résistance”. Stewart Copeland, były perkusista The Police, użyczył głosu amerykańskiemu żołnierzowi, Mike Judge – twórca Beavisa i Butt-heada i Bobby’ego kontra wapniaki – Kenny’emu wypowiadającemu jedno zdanie pod koniec filmu. Chociaż pierwotnie zaprzeczał temu Paramount, James Hetfield – wokalista Metalliki – wykonał utwór „Piekło czeka cię”, co zostało potwierdzone dopiero w 2009 roku w komentarzu Parkera do wydania Blu-ray.

### Scenariusz

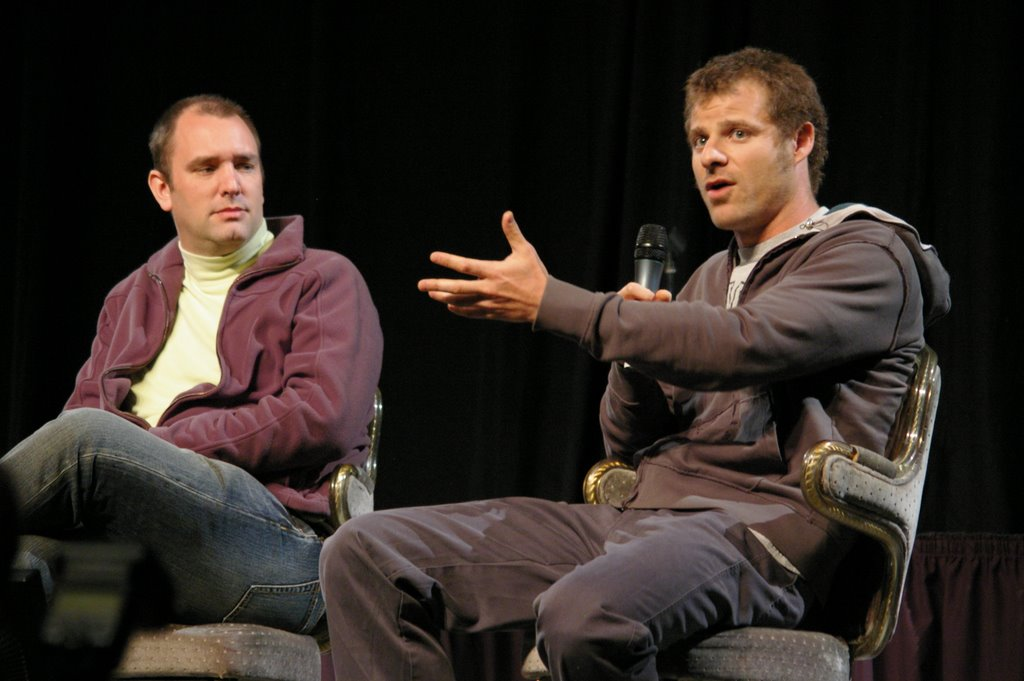
Trey Parker i Matt Stone, twórcy Miasteczka South Park.

Scenariusz filmu znacząco inspirowany był odcinkiem Śmierć, w którym to również rodzice oprotestowują Terrance’a i Phillipa ze względu na zły wpływ, jaki program ma na dzieci. Według Parkera, Paramount już po roku emisji serialu było gotowe zrealizować film pełnometrażowy, a twórcy uznali, że wspomniany odcinek będzie „najlepszym wzorcem, ponieważ spodobał nam się pomysł wskazywania palcem na siebie”. W międzyczasie twórcy pracowali również nad drugą i trzecią serią Miasteczka South Park, z których to drugą Parker i Stone uznali później za „katastrofę”. Spodziewając się, że pierwotny zapał może ich szybko opuścić, postanowili napisać film jako osobisty, w pełni zaangażowany musical.

### Animacja
Film był animowany przy użyciu PowerAnimatora firmy Alias|Wavefront na komputerach z oprogramowaniem SGI. Postacie i poszczególne sceny w fazie projektu były teksturowane i cieniowane w taki sposób, żeby po wyrenderowaniu przypominały animację wycinankową, którą wykorzystano do stworzenia krótkometrażówek i pierwszego odcinka serialu. Do renderowania i zarządzania zasobami używano wieloprocesowych komputerów serwerowych SGI Origin 2000 i Origin 200. Tła, postacie i inne przedmioty można było zapisywać osobno albo w firmie pełnych scen, co umożliwiało swobodny dostęp do nich później. Według producentki Giny Shay, wykorzystanie płaskich postaci i teł w środowisku trójwymiarowym pozwoliło na dodawanie tekstur i efektów oświetlenia, dzięki którym film wyglądał jak wycinanka animowaną techniką poklatkową, co w przypadku tradycyjnego animowania tą metodą zajęłoby wiele miesięcy. Podczas produkcji piątej serii twórcy przeszli na oprogramowanie Maya, a film stawiany jest jako przykład tego, jak od tamtego czasu poprawiła się jakość animacji w serialu. W komentarzu do wydania Blu-ray Parker i Stone skrytykowali ówczesną animację jako „złą i czasochłonną”. IGN uznał animację użytą w filmie za „będącą gdzieś pośrodku – nie do końca wycinanką, ale też nie w pełni komputerową”. Stephanie Zacharek z Salon.com stwierdziła, że „prymitywna” animacja stosowana przez twórców na początku jest prawdopodobnie żartem, ale zarazem ich tajną bronią, a prostota wykorzystanej techniki czyniła animację tak efektywną. Film – w odróżnieniu od serialu, powstającego wtedy w formacie 4:3 – został zrealizowany w proporcjach panoramicznych (1.66:1).

### Postprodukcja
Zespół pracował naprzemiennie nad filmem i serialem, do granic możliwości napinając harmonogramy, a zmiany w filmie wprowadzano jeszcze na dwa tygodnie przed jego premierą, co wynikało ze sporów z Paramountem. Według twórców, dystrybutor chciał zwiastuna na modłę filmów Disneya, a dla potrzeb MTV przygotował teledysk do „Co zrobiłby Brian Boitano?” w stylu całkowicie odmiennym od serii, przez co studio musiało przygotować własny. Według Parkera, pierwszy zwiastun zmontowany przez Paramount reklamował film jako „najzabawniejszą komedię lata” i promował go w sposób, który „stał w całkowitej sprzeczności” z tym, co reprezentuje sobą Miasteczko South Park. Parker i Stone wyrazili swoje niezadowolenie, a otrzymawszy drugą wersję zwiastuna, zawierającą jedynie nieznaczne zmiany, połamali wideokasetę, zanim zwrócili ją wytwórni. W 2000 roku Stone stwierdził, że „prowadzili wojnę” z Paramountem. Kiedy marketingowcy stwierdzili, że twórcy próbują ich pouczać, jak mają wykonywać swoją pracę, ci odpowiedzieli, że są „jebanymi debilami, którzy nie mają pojęcia, co robią”. Dla MTV przygotowano teledysk do jednej z piosenek, z którego – ze względu na standardy telewizyjne – wycięto część treści. Parker określił finalny rezultat mianem „okropnego zlepku całkowicie pozbawionego humoru”. Studio wysłało twórcom kasetę z teledyskiem do akceptacji w weekend, chcąc przekazać ją MTV w poniedziałek, żeby móc rozpocząć emisję od środy. Stone zabrał taśmę do domu, nie zamierzając przekazywać jej MTV, za co Paramount zagroził Parkerowi i Stone’owi pozwem. Parker przyznał, że tytuł filmu jest pstryczkiem w nos wymierzonym MPAA. Pierwotnie film zatytułowany był South Park: All Hell Breaks Loose (pol. South Park: Rozpętało się piekło), jednak MPAA miało obiekcje odnośnie do użycia słowa „piekło” w tytule. W późniejszym czasie Parker przyznał, że MPAA nie uświadomiło sobie, że ostateczny tytuł Bigger, Longer & Uncut jest, w jego opinii, jeszcze gorszy, ponieważ nie tylko promuje różnice pomiędzy filmem a serialem, ale też zawiera odniesienie do penisa.

## Muzyka
Piosenki napisane zostały przez Parkera i Marca Shaimana, który odpowiadał również za ścieżkę dźwiękową. Czternaście utworów skomponowanych na potrzeby Miasteczka South Park stanowiły odniesienia do różnych broadwayowskich musicali. Parodiowały one również konwencję Disneya, kilka naigrawało się z Pięknej i Bestii czy Małej syrenki. „Górskie miasteczko” porównywane było do Oklahomy! i „Belli” z Pięknej i Bestii, a „La Résistance” do Les Misérables. „Jestem super” stanowić ma odniesienie do „Gościem bądź” z Pięknej i Bestii i „Honey Bun” z South Pacific, „Matka Kyle’a to cipa” do Chitty Chitty Bang Bang; „Hen tam”, „Zmienię się” i „Górskie miasteczko (repryza)” do „Naprawdę chcę”, „Pieśni Urszuli” i „Naprawdę chcę (wersji pod napisy końcowe)”, z kolei „Wujkojebca” – zwłaszcza zakończenie – do Oklahomy! Utwór „Piekło czeka cię”, towarzyszący strąceniu Kenny’ego do piekła, wykonał niewymieniony w napisach końcowych James Hetfield.
Ścieżka dźwiękowa spotkała się z pozytywnym uznaniem krytyków. Magazyn „Entertainment Weekly” uznał ją za „album radośnie przedstawiający wszystkie hollywoodzkie konwencje muzyczne, których jesteśmy pozbawiani”. Album został wydany 15 czerwca 1999 przez Atlantic Records. „Wiń Kanadę” często wskazywano jako najlepszy utwór na płycie, został również nominowany do Oscara za najlepszą piosenkę oryginalną. Parker stwierdził, że podzielił się z Shaimanem uwagą, że za tę piosenkę mogą otrzymać nominację do Oscara. Shaiman wypowiedział się na temat piosenki: „Nabijamy się z ludzi, którzy wybierają sobie absurdalne cele, żeby obwiniać je za wszystkie nieszczęścia, jakie ich spotykają. Kanada była wprost idealnym, niedorzecznym i nieszkodliwym celem”. W 2011 roku magazyn „Time” uznał ścieżkę dźwiękową za „najlepszą, najbardziej bezczelną od czasu rozwiązania jednostki Freeda w MGM”.

## Dystrybucja

Po wielu próbach, klasyfikacja wiekowa filmu została obniżona z NC-17 do R. W niektórych amerykańskich kinach ustawiano bileterów, żeby mieć pewność, że na seans nie wejdą niepełnoletni.

Dystrybutorami filmu były studia Paramount i Warner Bros. Pictures, jako że Comedy Central stanowiło wtedy wspólną własność Viacomu (właściciela Paramountu) i Time Warner (właściciela Warner Bros.) Paramount odpowiadał za dystrybucję filmu w Stanach Zjednoczonych, a Warner Bros. na pozostałych rynkach.
Motion Picture Association of America przyznała Miasteczku South Park kategorię wiekową R za „wszechobecny wulgarny język, rubaszny humor o podtekstach seksualnych i okazjonalną przemoc”. Opinie MPAA o filmie zostały szczegółowo opisane w prywatnych notatkach wysoko postawionych oficjeli Paramountu. MPAA początkowo nalegała, żeby film otrzymał najwyższą możliwą kategorię wiekową, tj. NC-17. Film był przedstawiany organizacji do oceny sześciokrotnie – pięć razy przyznano mu NC-17, ostateczną R otrzymał dopiero za szóstym razem, na dwa tygodnie przed planowaną premierą. Osoba odpowiedzialna w Paramouncie za marketing wezwała Parkera i Stone’a na dywanik, wyjaśniając, że studio „potrzebuje” kategorii R. Stone skontaktował się z producentem Scottem Rudinem, który oddzwonił do Paramountu i, według Stone’a, „nastraszył marketingowca”. Następnego dnia szósta wersja filmu przedstawiona MPAA otrzymała R bez konieczności wprowadzania zmian. W wywiadzie dla „The New York Times” Parker stwierdził: „MPAA zauważała tylko wulgarne słownictwo. Ta organizacja jest na wskroś niejasna i arbitralna. Gdyby chodziło o przemoc, nawet nie mrugnęliby okiem”. Dodał również, że kiedy tworzono zwiastun filmu, organizacja sprzeciwiała się użyciu pewnych słów, nie protestowała jednak przeciwko scenie przedstawiającej śmierci żołnierza. Jak stwierdził Parker: „Nie mają problemów z kulami, ale z wulgaryzmami już tak”. MPAA przekazała Paramountowi dokładne opinie na temat filmu i elementów, które należy zmienić, żeby otrzymał on R. Parker i Stone zauważyli, że niezależnej wytwórni Rogue Pictures, która dystrybuowała ich poprzedni film – Kapitan Orgazmo – takowych informacji nie przekazano, a produkcja otrzymała ostatecznie NC-17. Twórcy zasugerowali, że Miasteczko South Park ostatecznie otrzymało niższą kategorię tylko dlatego, że zarówno Paramount, jak i Warner Bros. są członkami MPAA, jednak przedstawiciele obu studiów odparli takie oskarżenia jako fałszywe. W Wielkiej Brytanii British Board of Film Classification przyznała filmowi kategorię wiekową 15 za „częste wulgarne słownictwo i rubaszne odniesienia do czynności seksualnych”, nie domagając się wprowadzenia żadnych cięć. Australian Classification Board przyznała filmowi MA15+ (‘osobom poniżej 15. roku życia musi towarzyszyć pełnoletni opiekun’). W Kanadzie w większości prowicji filmowi przyznano 18A lub 14A (‘osobom poniżej 18./14. roku życia musi towarzyszyć pełnoletni opiekun’) – wyjątkiem była prowincja Quebec, gdzie otrzymał 13+ (‘od 13 lat’).
Podobnie jak w przypadku Płonących dup, na seans Miasteczka South Park próbowało dostać się wielu nieletnich widzów. W amerykańskich mediach donoszono również o niepełnoletnich oglądających film pod pretekstem zakupu biletu na Oczy szeroko zamknięte Stanleya Kubricka, które trafiły do amerykańskich kin w tym samym czasie. Stanowiło to pokłosie powszechnego dla przemysłu załamania, mającego stanowić wynik paniki moralnej związanej z masakrą w Columbine High School, do czego przyczynił się prezydent Bill Clinton. Miasteczko South Park jest – obok American Pie – wskazywane jako przykład filmu typowo dla dorosłych, który próbowały obejrzeć osoby młodsze, niż wskazuje na to kategoria wiekowa. Podobna sytuacja miała miejsce w sierpniu 1999, kiedy film trafił do kin w Wielkiej Brytanii.
Ponieważ premiera filmu odbyła się niedługo po masakrze w Columbine High School, Parkera w jednym z wywiadów zapytano, czy jedno zdaniem „kultura młodzieżowa jest na celowniku”. Parker odpowiedział: „To dziwne, bo scenariusz napisaliśmy ponad rok temu. Kiedy doszło do tragedii w Columbine, zdziwiliśmy się, bo okazało się, że nasz film jest poniekąd proroczy, jeżeli chodzi o nastawienie ludzi. Film opowiada również o wojnie, i to też się sprawdziło”. Hayes odniósł się do konserwatystów, uważających pruderię za lek na wszelkie zło: „Jeżeli pozwolimy na to, żeby rozrywka stała się kozłem ofiarnym, nie wiadomo, do czego to doprowadzi. Jeżeli wierzysz w to, co robisz, i nie stoi to w sprzeczności z twoimi przekonaniami, poddaj się temu”. Kategoria wiekowa przyznana Miasteczku South Park była później zestawiana z Oczyma szeroko zamkniętymi, które dwa tygodnie wcześniej trafiły do kin w wersji ocenzurowanej i zmienionej za pośrednictwem technologii komputerowej. Pierwotnie film Kubricka również otrzymał NC-17, zanim Warner Bros. przemontowało go do standardów kategorii R. W odpowiedzi na to, jak i kontrowersje z tym związane, Stone nazwał MPAA „organizacją nieudolną i nieodpowiedzialną”.

### Promocja
Dział marketingu Paramountu rozszerzył promocję poza sklepy specjalistyczne (jak Hot Topic czy Spencer’s), chcąc dotrzeć również do dużych sieci, np. Target i J.C. Penney, co wymagało usunięcia z koszulek obraźliwych treści. Obserwatorzy branży licencyjnej stwierdzili, że Comedy Central znalazło dochodową niszę w przemyśle zdominowanym przez współprace biznesowe dużych studiów z sieciami restauracji fastfoodowych, co dla Miasteczka South Park było szczególnie trudne, ponieważ żadna sieć nie chciała być utożsamiana z serialem. J.C. Penney zakończyło sprzedaż gadżetów powiązanych z marką w kwietniu 1999 roku, po skargach klientów. W lipcu 1999 Parker i Stone w ramach promocji filmu wystąpili w programie Late Night with Conan O’Brien, pokazując fragment, w którym O’Brien (Brent Spiner) przekazuje Terrance’a i Phillipa rządowi amerykańskiemu, po czym popełnia samobójstwo. Po zobaczeniu fragmentu prowadzący przyznał, że jego stażyści uznają go za „wielce zabawny”, skrytykował jednak fakt, że w filmie studio jego programu mieści się na szczycie GE Building, podczas gdy tak naprawdę studio zlokalizowane jest na szóstym piętrze. Film spotkał się z negatywnymi opiniami również przed premierą. Amerykańskie media donosiły, że dzień przed masakrą w Columbine znajomy zabójców, Chris Morris, nosił koszulkę z postaciami z serialu. Zarówno Parker, jak i Stone pochodzą z Kolorado, a Stone uczęszczał do pobliskiej Heritage High School. Tuż po strzelaninie Stone wziął trzydniowy urlop dziekański, jako powód podając: „Koniec końców, nic nie wydaje się zabawne”. W tamtym czasie również serial stracił na popularności: wraz z premierą serii trzeciej oglądalność spadła o blisko czterdzieści procent, a według „Entertainment Weekly”, „[Miasteczko South Park] nie jest już takim popkulturowym fenomenem, jak rok temu”. Odnosząc się do spadku oglądalności, Parker skomentował: „Nagle okazało się, że nie jesteśmy już cool. Co zabawne, w zeszłym roku byliśmy na czasie, świeży i super. Teraz mówią nam, że dobijamy do trzydziestki, jesteśmy nieudacznikami i się sprzedaliśmy”.

### Dystrybucja na rynkach domowych
Miasteczko South Park miało premierę na DVD w Stanach Zjednoczonych 23 listopada 1999, podczas gdy wersja na wideokasetach dostępna była pierwotnie wyłącznie w wypożyczalniach. Wydanie VHS bez praw do wypożyczania trafiło do sprzedaży 16 maja 2000. Wydanie DVD, jako dodatki specjalne zawierające jedynie trzy zwiastuny kinowe, krytykowane było jako „minimalistyczne”. 18 stycznia 2000 premierę miało wydanie na laserdiscu, uznawane za niezwykle rzadkie i stanowiące kres żywotności tego nośnika. 30 czerwca 2009 – dziesięć lat po premierze kinowej – Miasteczko South Park zostało wydane na Blu-rayu. Poza zwiastunami kinowymi, zawierało ono audiokomentarz Parkera i Stone’a oraz teledysk do „Co zrobiłby Brian Bointano?” Wydanie to zostało zgrane z oryginalnych negatywów kinowych, co skutkowało niezgodnością w synchronizacji dźwięku z obrazem. Scott Lowe, recenzent serwisu IGN, stwierdził: „Chociaż Miasteczko South Park wyraźnie się zestarzało, wygląda świetnie i pozbawione jest wad poprzednich wydań tego filmu”. Michael Zupan z DVDTalk zwrócił jednak uwagę, że automatyczny proces cyfrowego usuwania zarysowań mógł przypadkowo usunąć niektóre linie celowo zawarte w obrazie, chociażby podczas pierwszej sceny Cartmana z V-chipem. W audiokomenrarzu Parker, Stone i inni twórcy filmu przyznali, że – ze względu na bardzo napięty harmonogram – nie pamiętają, czy coś takiego rzeczywiście miało miejsce.

## Odbiór

### Recenzje
W agregatorze recenzji Rotten Tomatoes Miasteczko South Park zdobyło uznanie 80% recenzentów na podstawie 95 opinii, ze średnią ważoną ocen 7,1/10. Stwierdzono, że przedstawione w nim „żarty są nadzwyczaj śmiałe, ale zarazem niesamowicie zabawne”. Według agregatora Metacritic film zdobył średnią 73/100 na podstawie 31 recenzji. Widzowie oceniający film dla CinemaScore przyznali mu ocenę B- w skali od A (najlepsza) do F (najgorsza).
Rita Kempley z „The Washington Post” określiła film mianem „skandalicznie bluźnierczego” i „absurdalnie zabawnego”, stwierdzając: „Chociaż głównym celem ataku twórców jest cenzura, to ich ulubionym chłopcem do bicia jest MPAA – samozwańczy strażnicy narodowej czystości. To dobra, niegrzeczna zabawa, służąca protolerancyjnemu przekazowi”. Stephen Holden z „The New York Times” stwierdził, że film jest „samousprawiedliwiającym się moralizatorstwem” opowiadającym o „rozrywce masowej, cenzurze i wolności wypowiedzi”. Stwierdził również, że wszczepienie Cartmanowi V-chipu to „najlepszy satyryczny zwrot akcji tego filmu, przypominający Mechaniczną pomarańczę”. „Entertainment Weekly” przyznało Miasteczku South Park ocenę A-, komentując jego przesłanie w kontekście społeczeństwa amerykańskiego po Columbine. Chwalono również wstawki musicalowe, mające być „błyskotliwą parodią konwencji broadwayowskich, zwłaszcza formuły Disneya zapoczątkowanej przez Alana Menkena i Howarda Ashmana”. Michael O’Sullivan z „The Washington Post” w neutralny sposób odniósł się do obrazoburczego charakteru filmu, stwierdzając: „Paszkwil jest tutaj bardziej ogólnikowy niż wycelowany w kogoś, ale pod obuchem tego tępego narzędzia pozostaje niewiele świętości, których nie ruszono”. Recenzent„Time”, Richard Corliss, napisał: „można śmiać się do rozpuku, bo i sam film jest aż do rozpuku bezlitośnie zabawny”. W późniejszym czasie Corliss uznał Miasteczko South Park za swoją piątą ulubioną animację wszech czasów.
Film spotkał się także z krytyką, nie tylko ze strony konserwatywnych grup urażonych przedstawionym w nim humorem. Jack Matthews z „Daily News” zasugerował, że przez rozciągnięcie materiału do długości filmu pełnometrażowego, twórcom „zabrakło pomysłów”. Roger Ebert stwierdził, że „bezpardonowa satyra społeczna” jednocześnie go „uraziła” i „zachwyciła”. W swojej recenzji przyznał Miasteczku South Park 2,5 gwiazdki na 4, nazywając je „najtrafniejszym komentarzem politycznym roku”, jednocześnie dodając, że „jest za długie i zaczyna brakować mu pary, jest jednak drogowskazem w tych trudnych czasach. Opowiada o tym, jak teraz żyjemy, a zatroskani tym ludzie powinni go obejrzeć. Wszyscy inni i tak to zrobią”.

### Box office
Miasteczko South Park zajęło trzecie miejsce podczas weekendu premiery (czterodniowego ze względu na Dzień Niepodległości), plasując się za Gwiezdnymi wojnami: Mrocznym widmem i Tarzanem. W premierowy weekend film wyświetlany był w 2128 kinach, zarabiając 14,7 mln USD, a wliczając środę, kiedy miał premierę – 19,6 mln USD. Łącznie wpływy w Stanach Zjednoczonych i Kanadzie wyniosły 52 mln USD, a poza granicami 31,1 mln USD; ostatecznie wpływy z dystrybucji kinowej na całym świecie wyniosły 83,1 mln USD. W Stanach Zjednoczonych Miasteczko South Park było najbardziej dochodowym filmem animowanym z kategorią R od czasów Akiry Katsuhira Ōtomo (1988) i zostało zdeklasowane w 2016 roku przez Sausage Party (2016).

### Nagrody i nominacje
Film nominowany by do nagrody Amerykańskiej Akademii Filmowej za najlepszą piosenkę oryginalną – „Wiń Kanadę”. W ramach żartu Parker i Stone pojawili się na 72. ceremonii wręczenia Oscarów w kobiecych strojach. W dokumencie 6 Days to Air wyjawili, że podczas ceremonii byli pod wpływem LSD.  Odpowiedzialna za transmisję stacja ABC zażądała, żeby słowa „Wiń Kanadę” zostały zmienione i tym samym dostosowane do jej standardów i zaleceń. Shaiman stwierdził, że „ironią byłoby zmienianie słów piosenki z filmu o cenzurze”. Stacja była szczególnie krytyczna wobec użycia w piosence słowa „fuck” oraz odniesień do Ku Klux Klanu. Parker i Shaiman odmówili ocenzurowania piosenki, którą podczas ceremonii wykonał ich znajomy, Robin Williams, rozpoczynający występ z ustami zaklejonymi czarną taśmą, a podczas śpiewania wulgarnego słowa odwracający głowę do tyłu. Nagrodę ostatecznie przyznano „You’ll Be in My Heart” Phila Collinsa do Tarzana. Parker i Stone wykpili Collinsa w dwóch odcinkach czwartej serii Miasteczka South Park – Durna zbrodnia z nienawiści Cartmana i Timmy 2000. W audiokomentarzu do wydania DVD serialu Parker stwierdził, że „w pełni spodziewał się tego, że nie wygrają, ale nie spodziewali się, że przegrają z Philem Collinsem”.
| Lista nagród i nominacji                         | Lista nagród i nominacji | Lista nagród i nominacji                                      | Lista nagród i nominacji                              | Lista nagród i nominacji |
| Nagroda / festiwal                               | Data ceremonii           | Kategoria                                                     | Nominowani                                            | Wynik                    |
| ------------------------------------------------ | ------------------------ | ------------------------------------------------------------- | ----------------------------------------------------- | ------------------------ |
| Nagroda Akademii Filmowej                        | 6 marca 2000             | Najlepsza piosenka oryginalna                                 | Trey Parker i Mark Shaiman za „Wiń Kanadę”            | nominacja                |
| Annie                                            | 6 listopada 1999         | Najlepszy pełnometrażowy animowany film kinowy                | Miasteczko South Park                                 | nominacja                |
| Annie                                            | 6 listopada 1999         | Najlepsza kreacja głosowa w pełnometrażowym filmie animowanym | Mary Kay Bergman                                      | nominacja                |
| Annie                                            | 6 listopada 1999         | Najlepszy scenariusz w pełnometrażowym filmie animowanym      | Trey Parker, Matt Stone i Pam Brady                   | nominacja                |
| American Film Foundation                         | 2 marca 2000             | Nagroda E Pluribus Unum Award za film pełnometrażowy          | Miasteczko South Park                                 | nominacja                |
| Stowarzyszenie Krytyków Filmowych z Chicago      | 13 marca 2000            | Najlepsza muzyka oryginalna                                   | Trey Parker i Mark Shaiman                            | wygrana                  |
| Las Vegas Film Critics Society Awards            | 10 stycznia 2000         | Najlepszy film animowany                                      | Miasteczko South Park                                 | nominacja                |
| Stowarzyszenie Krytyków Filmowych z Los Angeles  | 19 stycznia 2000         | Najlepsza muzyka                                              | Trey Parker i Marc Shaiman                            | wygrana                  |
| MTV Movie Awards                                 | 3 czerwca 2000           | Najlepsza scena muzyczna                                      | Terrance i Phillip – „Wujkojebca”                     | wygrana                  |
| Motion Picture Sound Editors                     | 25 marca 2000            | Najlepszy montaż muzyki w animacji                            | Dan DiPrima, Tim Boyle, Dennis S. Sands, Brian Bulman | wygrana                  |
| Motion Picture Sound Editors                     | 25 marca 2000            | Najlepszy montaż dźwięku w animacji pełnometrażowej           | Miasteczko South Park                                 | nominacja                |
| Stowarzyszenie Krytyków Filmowych z Nowego Jorku | 9 stycznia 2000          | Najlepszy film animowany                                      | Miasteczko South Park                                 | wygrana                  |
| OFTA Film Awards                                 | 2000                     | Najlepsza muzyka oryginalna                                   | Trey Parker i Marc Shaiman                            | wygrana                  |
| OFTA Film Awards                                 | 2000                     | Najlepszy film animowany                                      | Trey Parker                                           | nominacja                |
| OFTA Film Awards                                 | 2000                     | Najlepsza muzyka adaptowana                                   | „Matka Kyle’a to cipa”                                | nominacja                |
| Online Film Critics Society Awards               | 2 stycznia 2000          | Najlepsza muzyka oryginalna                                   | Marc Shaiman                                          | wygrana                  |
| Satelita                                         | 16 stycznia 2000         | Najlepszy pełnometrażowy film animowany                       | Miasteczko South Park                                 | nominacja                |
| Satelita                                         | 16 stycznia 2000         | Najlepsza piosenka oryginalna                                 | „Górskie miasteczko”                                  | nominacja                |

### Wyróżnienia
- American Film Institute wyróżnił film w kilku swoich zestawieniach:
  - 2004: 100 najlepszych piosenek – „Wiń Kanadę” (nominacja)[69]
  - 2006: 100 lat musicali (nominacja)[70]
  - 2008: AFI’s 10 Top 10 – najlepszy film animowany (nominacja)[71]
- 2000: „Total Film” – najlepsza komedia wszech czasów (13. miejsce)
- 2001: Terry Gilliam – jedna z dziesięciu najlepszych animacji wszech czasów[72]
- 2006: Channel 4 – 50 najlepszych filmów komediowych (5. miejsce)[73]
- 2008: „Entertainment Weekly” – 25 produkcji, które powinny doczekać się kontynuacji i 25 najśmieszniejszych filmów ćwierćwiecza[74][75].
- 2010: IGN – 25 najlepszych pełnometrażowych animacji (6. miejsce)[76].
- 2011: „Time” – najlepszy animowany film w historii (6. miejsce)[20].

## Wpływ na kulturę
Po premierze filmu, prezes MPAA Jack Valenti wyraził żal, że film nie otrzymał kategorii wiekowej NC-17. W odpowiedzi na kontrowersje wokół filmu, na początku 2000 roku organizacja rozszerzyła swój system o szczegółowe opisy odpowiadające poszczególnym kategoriom. W 2001 Miasteczko South Park trafiło do Księgi rekordów Guinnesa jako najbardziej obrazoburczy film animowany, w którym pojawia się 399 wulgaryzmów – w tym 139 razy użyte zostaje słowo „fuck” – 128 obraźliwych gestów i 221 aktów przemocy.
Blink-182 podczas trasy koncertowej The Mark, Tom, and Travis Show Tour kończył utwory słowami z piosenki „Wujkojebca”, które pojawiły się na albumie koncertowym The Mark, Tom, and Travis Show (The Enema Strikes Back!). Kiedy w 2006 roku Saddam Husajn był sądzony za ludobójstwo, Stone zażartował, że wojsko amerykańskie w ramach tortur zmusza go do oglądania w kółko ich filmu. Później Parker i Stone otrzymali podpisane przez amerykańskich żołnierzy zdjęcie Husajna.

### Niezrealizowane kontynuacje
W 2007 roku, podczas realizacji odcinków składających się na trylogię Wyobraźniolandia, Parker i Stone rozważali możliwość wyprodukowania ich w formie filmu, ostatecznie jednak porzucili pomysł ze względu na napięty harmonogram. W wywiadzie udzielonym w 2008 roku twórcy stwierdzili, że następny film kinowy prawdopodobnie może być zwieńczeniem całej serii. W 2011 roku w sekcji FAQ na oficjalnej stronie serialu pojawiła się informacja, że „pierwszy film miał taki impet, że do teraz zmagamy się z jego konsekwencjami”, a chociaż twórcy obecnie nie planują kontynuacji, to nie mogą wykluczyć takowej w przyszłości. W 2013 roku Warner Bros. zrzekło się praw do współfinansowania kolejnego filmu z serii Miasteczko South Park. Wcześniejsze próby zrealizowania takowego były znacząco utrudnione ze względu na to, że zarówno Warner Bros., jak i Paramount zachowały określone prawa do marki. W sierpniu 2021 roku ogłoszono, że South Park Studios podpisało umowę na zrealizowanie w latach 2021–2027 czternastu średniometrażowych filmów  (po dwa rocznie) dla platformy strumieniowej Paramount+.